# Louis Moreau Gottschalk
Louis Moreau Gottschalk (Nova Orleães, 8 de maio de 1829 — Rio de Janeiro, 18 de dezembro de 1869) foi um pianista e compositor norte-americano. Compôs, entre outras, a Grande Fantasia Triunfal Sobre o Hino Nacional Brasileiro, que dedicou a Sua Alteza Imperial a Condessa d'Eu.[carece de fontes?] Sua última composição foi Marcha Solene Brasileira para Orquestra e Banda Militar com Canhão.

## Biografia
Filho de um negociante judeu de Londres e de uma haitiana creole, Gottschalk nasceu e foi criado em Nova Orleans onde foi exposto a uma grande variedade de influências musicais. Aprendeu a tocar piano muito cedo e logo foi reconhecido como um prodígio neste instrumento. Em 1840 deu seu primeiro concerto público no hotel St. Charles.
Dois anos depois, deixou os Estados Unidos e foi para a Europa a fim de receber treinamento em música erudita, que ele sabia ser importante para as suas ambições artísticas. O Conservatório de Paris rejeitou sua matrícula inicialmente e Gottschalk só conseguiu aos poucos seu reconhecimento no meio musical francês através de amigos.
Após seu retorno à América em 1853, Gottschalk viajou frequentemente. Uma longa viagem a Cuba em 1854 marcou o início de uma série de viagens à América Central e América do Sul. Por volta de 1860, Gottschalk havia se estabelecido como o mais importante pianista do Novo Mundo. Apesar de nascido em Nova Orleans, na Louisiana, um estado sulista, ele apoiava a causa da União durante a Guerra Civil Americana. Mesmo retornando à sua cidade com pouca frequência, ele sempre se apresentava como nativo de Nova Orleans. Em 1865 ele foi forçado a deixar os Estados Unidos como resultado de um caso escandaloso com uma estudante do seminário feminino de Oakland.
Escolheu viajar novamente para o Brasil, onde continuou a dar muitos concertos. Estava em temporada no Rio de Janeiro, tocando no Teatro Lyrico Fluminense, quando sentiu-se mal, vítima de malária, em 24 de novembro de 1869. Um fato muito comentado à época é que ele acabara de tocar sua peça romântica Morte!! logo antes de seu colapso, mas de fato o colapso ocorreu quando ele iniciava a interpretação da peça Tremolo. Não chegou a se recuperar do colapso.
Seu médico recomendou uma temporada num hotel no alto da Tijuca (atual Alto da Boa Vista). Ali ficou por cerca de três semanas, vindo a morrer logo após, em seu quarto no hotel, provavelmente em decorrência de doses excessivas de quinino. Foi sepultado com grande honra no Cemitério de São João Batista e posteriormente seus restos mortais foram trasladados para seu país de origem e ele se encontra atualmente enterrado no Cemitério Green-Wood no Brooklyn, Nova Iorque.

## Obra
A música de Gottschalk foi muito popular durante sua vida e suas primeiras composições causaram sensação na Europa. Algumas peças, como "Le Bananier" e "Bamboula" eram baseadas nas memórias de músicas ouvidas durante sua infância na Louisiana e foram consideradas magnificamente exóticas pelos críticos europeus. Ao longo de sua carreira, Gottschalk usou uma grande variedade de material não tradicional e étnico em grande parte de suas composições. Exemplos notáveis incluem "Souvenir de Porto Rico" e "The Banjo, Grotesque Fantasie". Estas peças étnicas e de caráter nacionalista eram consideradas suas melhores composições. Uma de suas composições mais conhecidas no Brasil é a "Grande Fantasia Triunfal Sobre o Hino Nacional Brasileiro", uma série de variações sobre a música de Francisco Manuel da Silva. Esquecida por muitos anos, esta peça tornou-se novamente popular ao ser utilizada pela Rede Globo na transmissão do cortejo fúnebre de Tancredo Neves em 1985. Além disso, sua introdução foi ouvida por diversas vezes no início de programas televisivos do PDT, mais precisamente, de Leonel Brizola. Editada no final do século XIX pela Casa Levy, foi, muitos anos depois, gravada pela pianista Eudóxia de Barros.
Gottschalk também foi muito bem-sucedido como compositor de peças mais tradicionais. Composições sentimentais como "The Dying Poet" estavam entre as favoritas no repertório de muitas jovens pianistas amadoras. Sua mais famosa composição neste estilo é "The Last Hope, Religious Meditation" que alcançou imenso sucesso durante sua vida e por muitas décadas após sua morte. Muitos críticos consideram que as composições de salão de Gottschalk como datadas, musicalmente superficiais e insignificantes, em comparação com suas peças de música étnica americana. No entanto, ele agora começa a ser redescoberto uma vez que a música erudita moderna tem se tornado mais complexa e desvinculada do ouvinte. Neste contexto, algumas de suas composições, assim como a ópera de 13 minutos "Cuban Country Scenes" retém uma doçura e charme maravilhosamente inocentes.

## Gravações
Vários pianistas mais tarde gravaram sua música para piano. As primeiras gravações importantes de sua música orquestral, incluindo a sinfonia A Night in the Tropics, foram feitas para a Vanguard Records por Maurice Abravanel e a Utah Symphony Orchestra. Vox Records lançou uma coleção multi-disco de suas músicas, que mais tarde foi relançado em CD. Isso incluiu gravações de estreia mundial das orquestrações originais de ambas as sinfonias e outras obras, que foram conduzidas por Igor Buketoff e Samuel Adler.

Em 1984, a Nimbus Records lançou The Lady Fainted, uma seleção de fantasias de piano, caprichos, meditações e paráfrases tocadas por Alan Marks. Lambert Orkis gravou uma seleção da música de Gottschalk em um concerto de Chickering em 1865 em 1988 como parte da The Smithsonian Collection of Recordings. A música de Gottschalk foi usada na trilha sonora do filme de Michel Deville Aux Petits Bonheurs [fr], que foi tocada por Noël Lee em um piano Steinway e lançado pela Erato Records em 1994. A partir da década de 1990, Philip Martin gravou a maior parte da música de piano existente de Gottschalk para a Hyperion Records.

### Para ouvir
- Art of the States: Louis Moreau Gottschalk (six works by the composer) no Wayback Machine (arquivado em 2005-10-22)
- Creole Eyes (Dance Cubaine), Op. 37 no YouTube
- Berceuse (Cradle Song), Op. 47 no YouTube, piano e clarinete – dança de fãs repousante (nota:pasties), Ann Arbor, Michigan, 2017
- Kunst der Fuge: Louis Moreau Gottschalk – MIDI files (piano)